# Albos
En el legendarium creado por el escritor británico J. R. R. Tolkien y en la novela El Señor de los Anillos, los albos (en el original inglés: Fallohides) son una subraza de los hobbits que vivían en la Comarca.

## Descripción
Era el grupo menos numeroso y sus miembros se caracterizaban por tener la piel y los cabellos claros, por su mayor altura y por su delgadez. Les gustaban mucho los árboles y los bosques, lo que hacía que prefirieran la caza a la agricultura y que se llevaran bien con los elfos. Eran hábiles con el lenguaje y se les daba bien el canto.

## Historia
Como las demás razas hobbits, provenían de Rhovanion y se tienen noticias de ellos en el año c. 1150 de la Tercera Edad del Sol, cuando llegaron a Eriador y se unieron al resto de los hobbits. Habían cruzado las Montañas Nubladas en los pasos norteños de Rivendel y descendieron por el río Fontegris hasta las tierras de El Ángulo.
Por su fuerte carácter aventurero y valiente, muchos albos encabezaron a numerosas familias y clanes de las otras ramas, y siempre tuvieron la iniciativa de explorar más allá del territorio donde se habían establecido. Fue así que cuando el peligro de los orcos se hizo patente en las tierras cercanas a las Montañas Nubladas, los albos encabezaron la marcha a las tierras de Bree, siendo los primeros en llegar y establecerse cerca del bosque de Chet.
En 1601 T. E., tras el permiso del rey Argeleb II, los hermanos albos Marcho y Blanco, a la cabeza de los hobbits, cruzaron el Brandivino y se establecieron en el territorio entre este río y las Quebradas Lejanas, que luego sería conocido como la Comarca.
A finales de la Tercera Edad del Sol, familias como los Tuk, los Brandigamo y los Bolger, tenían sangre alba.